# مجمع‌الجزایر ملکه آدلاید
مجمع‌الجزایر ملکه آدلاید (به اسپانیایی: Queen Adelaide Archipelago) یک منطقهٔ مسکونی در شیلی است.